# Blanzaguet-Saint-Cybard
Blanzaguet-Saint-Cybard är en kommun i departementet Charente i regionen Nouvelle-Aquitaine i västra Frankrike. Kommunen ligger  i kantonen Villebois-Lavalette som ligger i arrondissementet Angoulême. År 2022 hade Blanzaguet-Saint-Cybard 273 invånare.

## Befolkningsutveckling
Antalet invånare i kommunen Blanzaguet-Saint-Cybard
Referens:INSEE